# 布罗迪·哲尔吉
布罗迪·哲尔吉（匈牙利語：Bródy György，1908年7月21日—1967年8月5日），匈牙利男子水球运动员。他曾代表匈牙利国家队参加1932年和1936年夏季奥林匹克运动会水球比赛，共获得二枚金牌。